# Steve Little (Musiker)
Steve Little (* 20. Februar 1935 in Brooklyn) ist ein US-amerikanischer Jazz- und Studiomusiker (Schlagzeug, Marimba, Perkussion).

## Leben und Wirken
Little wuchs in West Hartford, Connecticut auf und arbeitete nach seinem Studium an der Hartt School of Music in den 1950er Jahren mit dem Hartford Symphony Orchestra unter Fritz Mahler, mit dem er bei der ersten amerikanischen Aufführung von Carl Orffs Carmina Burana mitwirkte. Bereits ab 1958 spielte er sporadisch mit Duke Ellington; 1960 mit Richie Kamuca, 1963 mit Sal Salvador, Teri Thornton und Terry Gibbs. 1967 wirkte er bei Ellingtons Album ...And His Mother Called Him Bill mit. Little ist auch auf Ellingtons Second Sacred Concert (1968) und dessen Oktett-Sessions aus dem New Yorker Rainbow Grill zu hören (Rainbow Room Broadcasts 1967).  In dieser Zeit arbeitete er außerdem mit Lionel Hampton, Charlie Barnet und Ray Nance. Im Bereich des Jazz war er zwischen 1963 und 2016 an 56 Aufnahmesessions beteiligt, u. a. auch mit Barbara Lea;  Keith Ingham, Rebecca Kilgore, Peter Ecklund, Bobby Gordon und zuletzt mit Greg Ruggiero.
In den 1970er Jahren war Little als Sessionmusiker für Children's Television Workshop beschäftigt und wirkte an der Einspielung der Titelmelodie von Joe Raposo und der weiteren Musik der Sesamstraße sowie der TV-Serien The Electric Company (1971–1977) und 3-2-1 Contact (1980–1988) mit. Ferner arbeitete er in verschiedenen Broadwayshows wie The Wiz und als Studiomusiker, so bei dem Titel Scarlet Woman auf dem Weather-Report-Album Mysterious Traveller.